# Boma
Boma ist eine Stadt im Westen der Demokratischen Republik Kongo. Die Stadt liegt an der Nordseite des Flusses Kongo in der Provinz Kongo Central. Die Anzahl ihrer Einwohner beträgt 2019 etwa 575.000 Menschen, mit Vororten sind es wesentlich mehr. Die Stadt ist nach Matadi die zweitwichtigste Hafenstadt des Landes. Von 1886 bis 1908 war sie die Hauptstadt des formal unabhängigen Kongo-Freistaates.

## Geschichte
Boma wurde als Sklavenposten von europäischen Kaufleuten im 16. Jahrhundert gegründet. Trotz der Präsenz verschiedener europäischer Nationalitäten blieb die Stadt bis zum Jahr 1884 unabhängig. 
1884 willigten die Eingeborenen in ein Protektorat der Internationalen Kongo-Gesellschaft ein.
Boma war nach Vivi die zweite Hauptstadt des Kongo-Freistaats. Vom 1. Mai 1886 bis zum 31. Oktober 1929 war Boma der Verwaltungssitz des Kongo-Freistaats bzw. ab 15. November 1908 der Kolonie Belgisch-Kongo, ehe sie diesen Status an Léopoldville (die heutige Hauptstadt Kinshasa) verlor.
Wirtschaftlich wurde die Umgebung durch die Société des Chemins de Fer Vicinaux du Mayumbe erschlossen. Sie betrieb eine 140 km lange Schmalspurbahn von Boma nach Tshela. 

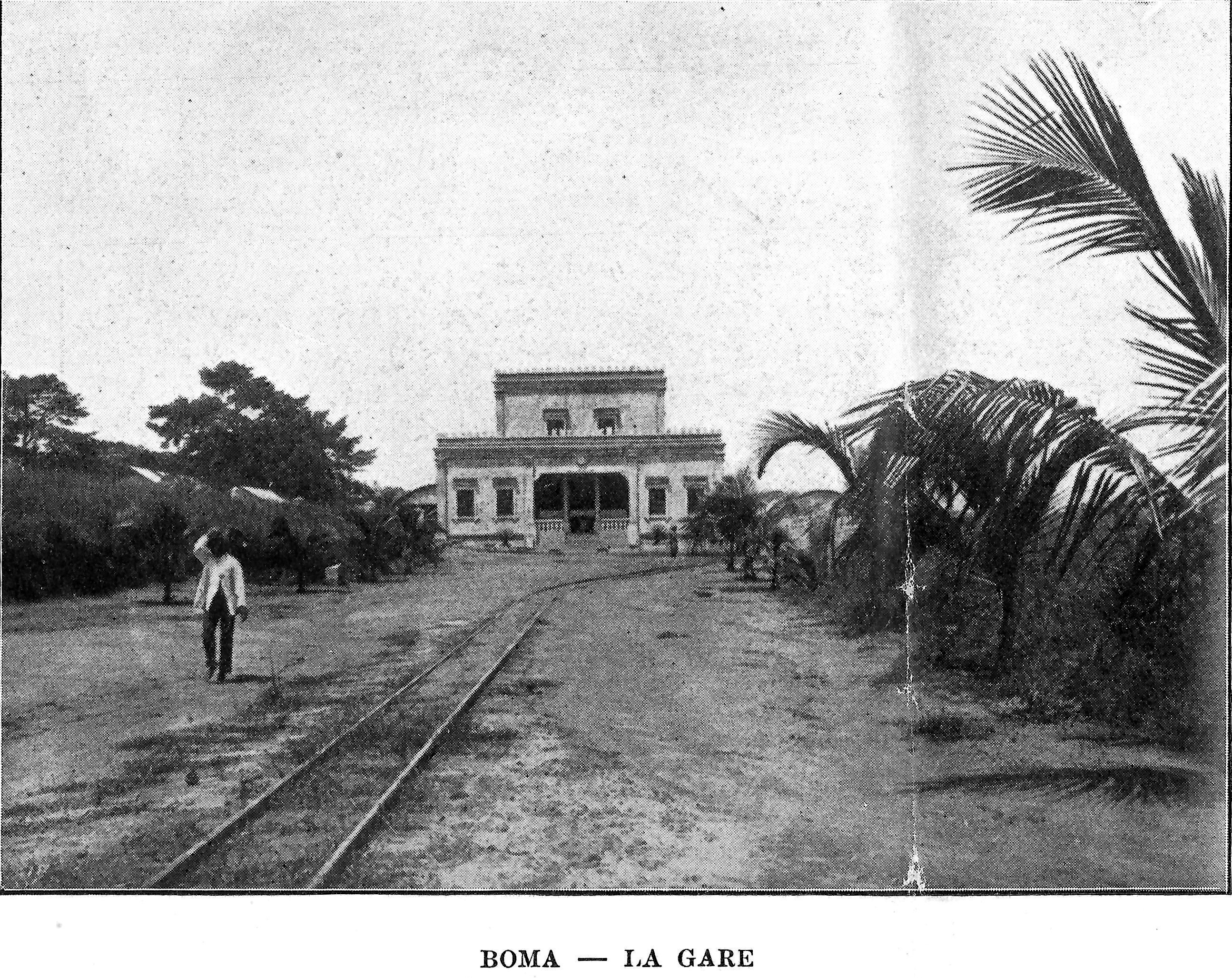
Der ehemalige Bahnhof von Boma

Boma war bis zur Unabhängigkeit ein militärisches Zentrum des Freistaates bzw. der Kolonie Belgisch-Kongo. Die Force Publique unterhielt mit der Festung Fort de Shinkakasa einen zentralen Militärstützpunkt. So sollte die Festung das schiffbare Ende des Kongos durch ausländische Zugriffe, speziell durch den Zugriff Portugals, schützen.

## Sonstiges
Die Stadt ist in der Architektur sehr kolonial geprägt. Da die Stadt 1929 ihren Status als politisches Zentrum an Kinshasa verlor und Matadi Boma als Handelszentrum zur Außenwelt ablöste, wurde die Stadt jenseits der Festung von den folgenden Regierungen nicht weiter beachtet und gefördert.   
Da das Telegrafennetz noch nicht vollständig fertiggestellt war, wurde um das Jahr 1905 eine provisorische Taubenpostlinie Boma–Banana betrieben, welche bei manchen Philatelisten Beachtung findet.
Boma ist Sitz des Bistums Boma.

## Söhne und Töchter
- Claudia Gravy (* 1945), kongolesisch-spanische Schauspielerin
- José Manuel Imbamba (* 1965), römisch-katholischer Erzbischof von Saurimo in Angola
- Albert Ndele (1930–2023), Politiker
- Edouard Tsimba Ngoma (* 1957), römisch-katholischer Ordensgeistlicher, Weihbischof in Kinshasa

## Weblinks

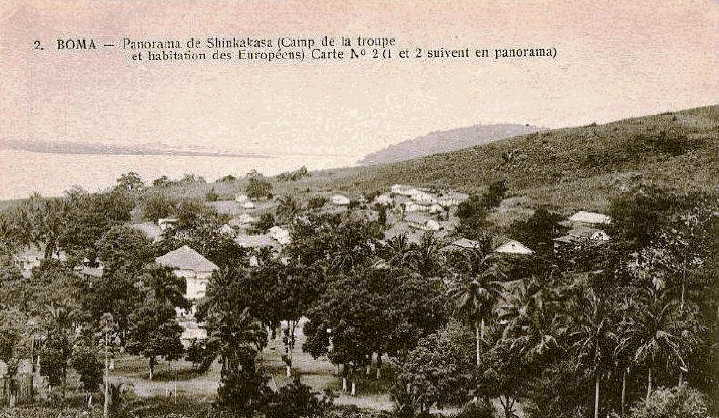
Boma um 1900